# داگ یانگ
داگ یانگ (انگلیسی: Doug Young؛ زادهٔ ۲۱ دسامبر ۱۹۱۹) صداپیشه اهل ایالات متحده آمریکا است. وی برای هانا باربرا کار می‌کرد.